# Nososticta taracumbi
Nososticta taracumbi är en trollsländeart som beskrevs av Watson och Günther Theischinger 1984. Nososticta taracumbi ingår i släktet Nososticta och familjen Protoneuridae. Inga underarter finns listade i Catalogue of Life.